# میرعلی سیدف
میرعلی سیدف (ترکی آذربایجانی: Mirəli Mirələkbər oğlu Seyidov; ۵ مهٔ ۱۹۱۸ – ۲۶ آوریل ۱۹۹۲) منتقد ادبی، عضو اتحادیه نویسندگان آذربایجان (۱۹۷۶)، دکترای لغت‌شناسی (۱۹۶۸)، پروفسور (۱۹۷۹)، دریافت کننده عنوان افتخاری دانشمند افتخاری جمهوری سوسیالیستی آذربایجان شوروی (۱۹۸۲) و عضو حقیقی آکادمی ملی خلاقیت آذربایجان بود.

## زندگی‌نامه
میرعلی سیدف ۵ ماه مه سال ۱۹۱۸ در شهر ایروان چشم به جهان گشود. در میان سال‌های ۱۹۳۸ تا ۱۹۴۴ در بخش آذربایجانی‌زبان دانشگاه دولتی تربیت مدرس جمهوری شوروی سوسیالیستی ارمنستان تحصیل کرد. در عین حال بین سالهای ۱۹۴۱ الی ۱۹۴۵ در بخش شرق‌شناسی دانشگاه دولتی ایروان نیز تحصیل می‌کرد. طی همان سال‌ها به عنوان ویراستار، کارمند ادبی، رئیس اداره جوانان، معاون دبیر و کمیسر مطبوعاتی در تحریریه روزنامه «ارمنستان شوروی» نشغول به کار بود.
میرعلی سیدف در سال‌های مختلف سمت‌هایی همچون ریاست بخش ادبیات قرون وسطایی آذربایجان در موزه ادبیات آذربایجان به اسم نظامی گنجوی، از زیرمجموعه‌های آکادمی ملی علوم آذربایجان (۱۹۴۵–۱۹۵۳)، پژوهشگری ارشد در قسمت قرون وسطی در دانشکده زبان و ادبیات نظامی گنجوی (۱۹۵۳–۱۹۶۰)، محققی ارشد در بخش روابط ادبی (۱۹۶۰–۱۹۶۷)، صدارت بخش (۱۹۶۷–۱۹۸۰)، تصدی قسمت اساطیر و فولکلور قرون وسطایی آذربایجانی (۱۹۸۰–۱۹۸۸)، پژوهشگری ارشد در بخش فولکلور دانشکده یادشده را به عهده گرفت.
میرعلی سیداف فعالیت ادبی خود را از سال ۱۹۴۱ با نقدها و مقالاتی که در روزنامه «ارمنستان شوروی» منتشر می‌شد، آغاز کرد. از آن زمان به بعد، هر از گاهی در مطبوعات ظاهر می‌شد. در سال ۱۹۵۲ بود که از رساله دکتری خود با موضوع «خلاقیت سایات نوا» و در سال ۱۹۵۷ از پایان‌نامه دکتری‌اش تحت عنوان «روابط ادبی آذربایجان و ارمنستان (از دوران آغازین تا پایان قرن هجدهم)» دفاع کرد.". وی روی تحقیق در مورد «اساطیر آذربایجانی به عنوان منبعی برای مطالعه ریشه مردم آذربایجان» کار می‌کرد. او در جلسات و کنفرانس‌های سراسری ترک‌شناسی اتحاد جماهیر شوروی حضور پررنگی داشت.
میرعلی سیداف در روز ۲۶ آوریل ۱۹۹۲ در باکو درگذشت و در پارک مفاخر دوم باکو به خاک سپرده شد.